# Psychobiella occidentalis
Psychobiella occidentalis is een insect uit de familie van de bruine gaasvliegen (Hemerobiidae), die tot de orde netvleugeligen (Neuroptera) behoort. 
Psychobiella occidentalis is voor het eerst wetenschappelijk beschreven door New in 1988.